# Kikuchi-Linien

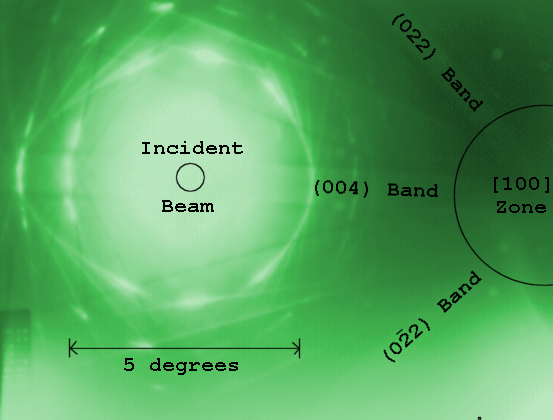
Aufnahme eines Siliziumeinkristalls mit einem 300 keV-Elektronenstrahl 7,9° von der [100]-Ebene gekippt

Kikuchi-Linien sind charakteristische Linien, die bei der Elektronenbeugung in Transmissionselektronenmikroskopen oder bei der Beugung rückgestreuter Elektronen in Rasterelektronenmikroskopen entstehen.
Ihre Bezeichnung geht zurück auf ihre Beschreibung durch Seishi Kikuchi 1928.

## Entstehung
Die Kikuchi-Linien entstehen durch Mehrfachstreuung der Elektronen.
Wird ein Material mit Elektronen beschossen, so haben diese eine definierte kinetische Energie. Nun kann es passieren, dass die Elektronen nicht nur einmal an der Probe gestreut werden, sondern nach der ersten Streuung isotrop und mit zufälligem Wellenvektor weiterfliegen und nochmals gestreut werden. Der Energieverlust bei der ersten Streuung muss dabei aber klein gegenüber der Energie des Elektrons sein.
Sehr wichtig ist dabei die Zweifachstreuung. Durch den ersten inelastischen Stoß erfährt der Elektronenstrahl eine kleine Ablenkung um die Einfallsrichtung. Die gestreuten Elektronen werden daraufhin elastisch von Netzebenen gebeugt.
Anhand eines Kristallgitters lässt sich dies mit Hilfe der kinematischen Streutheorie einfach erklären, obwohl es sich hier um ein dynamisches Phänomen handelt:
Nach der Laue-Bedingung gilt: {\displaystyle {\vec {k}}-{\vec {k}}'={\vec {G}}}. Im Gegensatz zur Ewald-Konstruktion wird der Vektor {\displaystyle {\vec {k}}} an einem Gitterzentrum angetragen. Dabei bildet er eine Kugel um diesen Punkt. Jeder Schnittpunkt dieser Kugel mit dem Rand der Brillouin-Zone ergibt einen Reflex. Während bei der Ewald-Konstruktion also einzelne Punkte getroffen werden und so das Beugungsbild auch punktförmig ist, schneiden sich hier Kugel und Fläche (je nach Brillouinzone) und dadurch entsteht ein Linienmuster.

## Anwendung
Eine häufige Anwendung findet sich im Zusammenhang mit dem RHEED-Verfahren (von englisch reflection high energy electron diffraction). Dabei kann der Kristall mit dem dort beschriebenen Verfahren ebenso analysiert werden wie mit Hilfe der Kikuchi-Linien, die ebenfalls zu beobachten sind.
Eine weitere Anwendung findet sich im EBSD-Verfahren (von englisch electron backscatter diffraction), bei dem Kikuchi-Linien der im Rasterelektronenmikroskop (unter entsprechender Geometrie) rückgestreuten Elektronen aufgezeichnet werden, um daraus die Kristallstruktur und -orientierung zu ermitteln.